# Xã Arizona, Quận Burt, Nebraska
Xã Arizona (tiếng Anh: Arizona Township) là một xã thuộc quận Burt, tiểu bang Nebraska, Hoa Kỳ. Năm 2010, dân số của xã này là 326 người.